# The Personals
The Personals (även känd som The Personals: Improvisations on Romance in the Golden Years) är en amerikansk dokumentärkortfilm från 1998.
Filmen regisserades av Keiko Ibi och handlar om en judisk teatergrupp för seniorer från New York.
The Personals vann en Oscar för bästa kortfilmsdokumentär på Oscarsgalan 1999.

## Rollista (i urval)
- Gloria Bobrofsky
- Abram Calderon
- Deborah Ehrlich
- Seth Glassman
- Harold Gordon
- Harold Krinsky
- Ruth Krinsky
- Moe Kronberg
- Fred Schechter
- Rose Straub
- Shirley Tavel
- Selma Wernick

## Fotnoter
1. 1 2  ”The Personals (1998)” (på engelska). The New York Times. http://www.nytimes.com/movies/movie/300850/The-Personals/details. Läst 23 april 2014.